# Ironbound (singolo)
Ironbound è un brano del gruppo musicale statunitense Overkill. 
Si tratta del primo singolo proveniente dall'omonimo album Ironbound del 2010, ed è stato reso disponibile su iTunes in formato digitale a partire dall'8 gennaio 2010.

## Tracce
1. Ironbound (edit) - 3:05
2. Ironbound - 6:33

## Formazione
- Bobby "Blitz" Ellsworth - voce
- Dave Linsk - chitarra
- Derek "The Skull" Tailer - chitarra
- D.D. Verni - basso
- Ron Lipnicki - batteria